# Giro del Lussemburgo 1993
Il Giro del Lussemburgo 1993, cinquantasettesima edizione della corsa, si svolse dal 10 al 13 giugno su un percorso di 703 km ripartiti in 5 tappe, con partenza a Lussemburgo e arrivo a Diekirch. Fu vinto dal britannico Maximilian Sciandri della Motorola davanti all'olandese Maarten den Bakker e al belga Johan Museeuw.

## Tappe
| Tappa  | Data      | Percorso                                      | km  | Vincitore di tappa  | Leader cl. generale |
| ------ | --------- | --------------------------------------------- | --- | ------------------- | ------------------- |
| 1ª     | 10 giugno | Lussemburgo > Dippach                         | 182 | Maximilian Sciandri | Maximilian Sciandri |
| 2ª     | 11 giugno | Beckerich > Bertrange                         | 177 | Maximilian Sciandri | Maximilian Sciandri |
| 3ª     | 12 giugno | Bettembourg > Foetz                           | 142 | Johan Capiot        | Maximilian Sciandri |
| 4ª     | 12 giugno | Bettembourg > Bettembourg (cron. individuale) | 12  | Edwig Van Hooydonck | Edwig Van Hooydonck |
| 5ª     | 13 giugno | Diekirch > Diekirch                           | 190 | Maarten den Bakker  | Maximilian Sciandri |
| Totale | Totale    | Totale                                        | 703 |                     |                     |

## Dettagli delle tappe

### 1ª tappa
- 10 giugno: Lussemburgo > Dippach – 182 km

| Pos. | Corridore           | Squadra     | Tempo    |
| ---- | ------------------- | ----------- | -------- |
| 1    | Maximilian Sciandri | Motorola    | 4h30'38" |
| 2    | Edwig Van Hooydonck | Wordperfect | s.t.     |
| 3    | Alberto Elli        | Ariostea    | a 3"     |

| Pos. | Corridore           | Squadra  | Tempo |
| ---- | ------------------- | -------- | ----- |
| 1    | Maximilian Sciandri | Motorola |       |

### 2ª tappa
- 11 giugno: Beckerich > Bertrange – 177 km

| Pos. | Corridore           | Squadra  | Tempo    |
| ---- | ------------------- | -------- | -------- |
| 1    | Maximilian Sciandri | Motorola | 5h33'06" |
| 2    | Olaf Ludwig         | Telekom  | s.t.     |
| 3    | Mario Cipollini     | MG Boys  | s.t.     |

| Pos. | Corridore           | Squadra  | Tempo |
| ---- | ------------------- | -------- | ----- |
| 1    | Maximilian Sciandri | Motorola |       |

### 3ª tappa
- 12 giugno: Bettembourg > Foetz – 142 km

| Pos. | Corridore           | Squadra       | Tempo    |
| ---- | ------------------- | ------------- | -------- |
| 1    | Johan Capiot        | TVM-Bison Kit | 3h27'22" |
| 2    | Dick Dekker         | ELRO snacks   | s.t.     |
| 3    | Maximilian Sciandri | Motorola      | s.t.     |

| Pos. | Corridore           | Squadra  | Tempo |
| ---- | ------------------- | -------- | ----- |
| 1    | Maximilian Sciandri | Motorola |       |

### 4ª tappa
- 12 giugno: Bettembourg > Bettembourg (cron. individuale) – 12 km

| Pos. | Corridore           | Squadra     | Tempo  |
| ---- | ------------------- | ----------- | ------ |
| 1    | Edwig Van Hooydonck | Wordperfect | 14'43" |
| 2    | Jelle Nijdam        | Wordperfect | a 2"   |
| 3    | Frans Maassen       | Wordperfect | a 15"  |

| Pos. | Corridore           | Squadra     | Tempo |
| ---- | ------------------- | ----------- | ----- |
| 1    | Edwig Van Hooydonck | Wordperfect |       |

### 5ª tappa
- 13 giugno: Diekirch > Diekirch – 190 km

| Pos. | Corridore          | Squadra       | Tempo    |
| ---- | ------------------ | ------------- | -------- |
| 1    | Maarten den Bakker | TVM-Bison Kit | 4h55'39" |
| 2    | Andrea Ferrigato   | Ariostea      | a 40"    |
| 3    | Danny Nelissen     | TVM-Bison Kit | s.t.     |

| Pos. | Corridore           | Squadra       | Tempo     |
| ---- | ------------------- | ------------- | --------- |
| 1    | Maximilian Sciandri | Motorola      | 18h51'56" |
| 2    | Maarten den Bakker  | TVM-Bison Kit | a 10"     |
| 3    | Johan Museeuw       | MG Boys       | a 45"     |

## Classifiche finali

### Classifica generale
| Pos. | Corridore           | Squadra                      | Tempo     |
| ---- | ------------------- | ---------------------------- | --------- |
| 1    | Maximilian Sciandri | Motorola                     | 18h51'56" |
| 2    | Maarten den Bakker  | TVM-Bison Kit                | a 10"     |
| 3    | Johan Museeuw       | MG Boys Maglificio-Technogym | a 45"     |
| 4    | Danny Nelissen      | TVM-Bison Kit                | a 49"     |
| 5    | Alberto Elli        | Ariostea                     | a 52"     |
| 6    | Frans Maassen       | Wordperfect                  | a 1'12"   |
| 7    | Phil Anderson       | Motorola                     | a 1'47"   |
| 8    | Andy Bishop         | Motorola                     | s.t.      |
| 9    | Michel Vanhaecke    | Lotto-Caloi                  | a 1'50"   |
| 10   | Laurent Biondi      | Chazal-Vetta-MBK             | a 1'51"   |